# بوهجيمة (أولاد عياش بني امطير)
بوهجيمة هو دُوَّار يقع بجماعة بوشفاعة، إقليم تازة، جهة فاس مكناس في المملكة المغربية. ينتمي الدوّار لمشيخة أولاد عياش بني امطير التي تضم 9 دواوير. يقدر عدد سكانه بـ 300 نسمة حسب الإحصاء الرسمي للسكان والسكنى لسنة 2004.

## روابط خارجية
- البوابة الوطنية للجماعات الترابية نسخة محفوظة 12 مارس 2018 على موقع واي باك مشين.
- المندوبية السامية للتخطيط